# Eréndira Cova Brindis
Eréndira Cova Brindis es una política mexicana, diputada Federal por la LVIII Legislatura del Congreso de la Unión de México representando a Tlaxcala entre 2001 y 2003.

## Carrera
Obtuvo una Licenciatura en Ciencias Políticas y Administración Pública en la Universidad Autónoma de Tlaxcala. Fue elegida diputada federal por la LVIII Legislatura del Congreso de la Unión de México en representación de Tlaxcala. Estuvo vinculada al cargo entre 2001 y 2003, integrando las comisiones de equidad y género, marina y puntos constitucionales. Entre 2008 y 2011 se desempeñó como Regidora del Ayuntamiento de Calpulalpan.
En 2016 rindió protesta como diputada local por la LXII Legislatura de Tlaxcala. Al finalizar su periplo, en 2018 presentó su candidatura como diputada local con cabecera en Calpulalpan